# Tour de Hongrie 2020
Le Tour de Hongrie 2020 est la 41e édition de cette course cycliste par étapes masculine. Il a lieu en Hongrie du 29 août au 2 septembre 2020. Il se déroule entre Esztergom et Gyöngyös sur un parcours de 890 km et fait partie du calendrier UCI Europe Tour 2020 en catégorie 2.1.

## Présentation

### Parcours
Le Tour de Hongrie est tracé sur un prologue et cinq étapes pour une distance totale de 890 kilomètres.

### Équipes
Dix-neuf équipes participent à ce Tour de Hongrie - 4 équipes continentales professionnelles, 13 équipes continentales et 2 sélections nationales :
| WorldTeams (5)- Israel Start-Up Nation - CCC Team - Mitchelton-Scott - Trek-Segafredo - Jumbo-Visma ProTeams (8)- Team Novo Nordisk - Vini Zabù-KTM - Androni Giocattoli-Sidermec - Alpecin-Fenix - Uno-X Pro Cycling Team - Bingoal-Wallonie Bruxelles - Sport Vlaanderen-Baloise - Caja Rural-Seguros RGA Équipes continentales (6)- Kometa-Xstra - Team Novak - Adria Mobil - Giotti Victoria-Palomar - Vorarlberg Santic - Elkov-Kasper Équipe nationale- Hongrie |
| |

## Étapes
| Étape     | Date    | Villes étapes              | type              | Distance (km) | Vainqueur d'étape | Leader du classement général |
| --------- | ------- | -------------------------- | ----------------- | ------------- | ----------------- | ---------------------------- |
| 1re étape | 29 août | Esztergom – Esztergom      | étape vallonnée   | 117,5         | Jon Aberasturi    | Jon Aberasturi               |
| 2e étape  | 30 août | Debrecen – Hajdúszoboszló  | étape de plaine   | 158,4         | Jakub Mareczko    | Jon Aberasturi               |
| 3e étape  | 31 août | Karcag – Nyíregyháza       | étape de plaine   | 181,8         | Jakub Mareczko    | Kaden Groves                 |
| 4e étape  | 1 sept. | Sárospatak – Kazincbarcika | étape vallonnée   | 180           | Jakub Mareczko    | Kaden Groves                 |
| 5e étape  | 2 sept. | Miskolc – Gyöngyös         | étape de montagne | 187,8         | Attila Valter     | Attila Valter                |

## Déroulement de la course

### 1reétape
| \| Classement de l'étape \| Classement de l'étape \| Classement de l'étape \| Classement de l'étape \| Classement de l'étape \| \| Coureur \| Coureur \| Pays \| Équipe \| Temps \| \| --------------------- \| --------------------- \| --------------------- \| -------------------------- \| --------------------- \| \| 1er \| Jon Aberasturi \| Espagne \| Caja Rural-Seguros RGA \| 2 h 48 min 04 s \| \| 2e \| Kaden Groves \| Australie \| Mitchelton-Scott \| + 0 s \| \| 3e \| Adam Ťoupalík \| Tchéquie \| Elkov-Kasper \| + 0 s \| \| 4e \| Kamil Gradek \| Pologne \| CCC Team \| + 0 s \| \| 5e \| David van der Poel \| Pays-Bas \| Alpecin-Fenix \| + 0 s \| \| 6e \| Itamar Einhorn \| Israël \| Israel Start-Up Nation \| + 0 s \| \| 7e \| Diego Pablo Sevilla \| Espagne \| Kometa-Xstra \| + 0 s \| \| 8e \| Aksel Nõmmela \| Estonie \| Bingoal-Wallonie Bruxelles \| + 0 s \| \| 9e \| Riccardo Stacchiotti \| Italie \| Vini Zabù-KTM \| + 0 s \| \| 10e \| Markus Hoelgaard \| Norvège \| Uno-X Pro Cycling Team \| + 0 s \| |                      |           |                            |                 |
| |                      |           |                            |                 |
| Source : ProCyclingStats |                      |           |                            |                 |
| Classement de l'étape |                      |           |                            |                 |
| Coureur | Coureur              | Pays      | Équipe                     | Temps           |
| 1er | Jon Aberasturi       | Espagne   | Caja Rural-Seguros RGA     | 2 h 48 min 04 s |
| 2e | Kaden Groves         | Australie | Mitchelton-Scott           | + 0 s           |
| 3e | Adam Ťoupalík        | Tchéquie  | Elkov-Kasper               | + 0 s           |
| 4e | Kamil Gradek         | Pologne   | CCC Team                   | + 0 s           |
| 5e | David van der Poel   | Pays-Bas  | Alpecin-Fenix              | + 0 s           |
| 6e | Itamar Einhorn       | Israël    | Israel Start-Up Nation     | + 0 s           |
| 7e | Diego Pablo Sevilla  | Espagne   | Kometa-Xstra               | + 0 s           |
| 8e | Aksel Nõmmela        | Estonie   | Bingoal-Wallonie Bruxelles | + 0 s           |
| 9e | Riccardo Stacchiotti | Italie    | Vini Zabù-KTM              | + 0 s           |
| 10e | Markus Hoelgaard     | Norvège   | Uno-X Pro Cycling Team     | + 0 s           |

| \| Classement général \| Classement général \| Classement général \| Classement général \| Classement général \| \| Coureur \| Coureur \| Pays \| Équipe \| Temps \| \| ------------------ \| -------------------- \| ------------------ \| -------------------------- \| ------------------ \| \| 1er \| Jon Aberasturi \| Espagne \| Caja Rural-Seguros RGA \| 2 h 47 min 54 s \| \| 2e \| Kaden Groves \| Australie \| Mitchelton-Scott \| + 4 s \| \| 3e \| Adam Ťoupalík \| Tchéquie \| Elkov-Kasper \| + 6 s \| \| 4e \| David Lozano \| Espagne \| Team Novo Nordisk \| + 9 s \| \| 5e \| Kamil Gradek \| Pologne \| CCC Team \| + 10 s \| \| 6e \| David van der Poel \| Pays-Bas \| Alpecin-Fenix \| + 10 s \| \| 7e \| Itamar Einhorn \| Israël \| Israel Start-Up Nation \| + 10 s \| \| 8e \| Diego Pablo Sevilla \| Espagne \| Kometa-Xstra \| + 10 s \| \| 9e \| Aksel Nõmmela \| Estonie \| Bingoal-Wallonie Bruxelles \| + 10 s \| \| 10e \| Riccardo Stacchiotti \| Italie \| Vini Zabù-KTM \| + 10 s \| |                      |           |                            |                 |
| |                      |           |                            |                 |
| Source : ProCyclingStats |                      |           |                            |                 |
| Classement général |                      |           |                            |                 |
| Coureur | Coureur              | Pays      | Équipe                     | Temps           |
| 1er | Jon Aberasturi       | Espagne   | Caja Rural-Seguros RGA     | 2 h 47 min 54 s |
| 2e | Kaden Groves         | Australie | Mitchelton-Scott           | + 4 s           |
| 3e | Adam Ťoupalík        | Tchéquie  | Elkov-Kasper               | + 6 s           |
| 4e | David Lozano         | Espagne   | Team Novo Nordisk          | + 9 s           |
| 5e | Kamil Gradek         | Pologne   | CCC Team                   | + 10 s          |
| 6e | David van der Poel   | Pays-Bas  | Alpecin-Fenix              | + 10 s          |
| 7e | Itamar Einhorn       | Israël    | Israel Start-Up Nation     | + 10 s          |
| 8e | Diego Pablo Sevilla  | Espagne   | Kometa-Xstra               | + 10 s          |
| 9e | Aksel Nõmmela        | Estonie   | Bingoal-Wallonie Bruxelles | + 10 s          |
| 10e | Riccardo Stacchiotti | Italie    | Vini Zabù-KTM              | + 10 s          |

### 2eétape
| \| Classement de l'étape \| Classement de l'étape \| Classement de l'étape \| Classement de l'étape \| Classement de l'étape \| \| Coureur \| Coureur \| Pays \| Équipe \| Temps \| \| --------------------- \| --------------------- \| --------------------- \| --------------------------- \| --------------------- \| \| 1er \| Jakub Mareczko \| Italie \| CCC Team \| 3 h 38 min 20 s \| \| 2e \| Matteo Moschetti \| Italie \| Trek-Segafredo \| + 0 s \| \| 3e \| Luca Pacioni \| Italie \| Androni Giocattoli-Sidermec \| + 0 s \| \| 4e \| Andrea Guardini \| Italie \| Giotti Victoria \| + 0 s \| \| 5e \| Itamar Einhorn \| Israël \| Israel Start-Up Nation \| + 0 s \| \| 6e \| Alexander Konychev \| Italie \| Mitchelton-Scott \| + 0 s \| \| 7e \| Alois Kaňkovský \| Tchéquie \| Elkov-Kasper \| + 0 s \| \| 8e \| Emīls Liepiņš \| Lettonie \| Trek-Segafredo \| + 0 s \| \| 9e \| Rudy Barbier \| France \| Israel Start-Up Nation \| + 0 s \| \| 10e \| Erlend Blikra \| Norvège \| Uno-X Pro Cycling Team \| + 0 s \| |                    |          |                             |                 |
| |                    |          |                             |                 |
| Source : ProCyclingStats |                    |          |                             |                 |
| Classement de l'étape |                    |          |                             |                 |
| Coureur | Coureur            | Pays     | Équipe                      | Temps           |
| 1er | Jakub Mareczko     | Italie   | CCC Team                    | 3 h 38 min 20 s |
| 2e | Matteo Moschetti   | Italie   | Trek-Segafredo              | + 0 s           |
| 3e | Luca Pacioni       | Italie   | Androni Giocattoli-Sidermec | + 0 s           |
| 4e | Andrea Guardini    | Italie   | Giotti Victoria             | + 0 s           |
| 5e | Itamar Einhorn     | Israël   | Israel Start-Up Nation      | + 0 s           |
| 6e | Alexander Konychev | Italie   | Mitchelton-Scott            | + 0 s           |
| 7e | Alois Kaňkovský    | Tchéquie | Elkov-Kasper                | + 0 s           |
| 8e | Emīls Liepiņš      | Lettonie | Trek-Segafredo              | + 0 s           |
| 9e | Rudy Barbier       | France   | Israel Start-Up Nation      | + 0 s           |
| 10e | Erlend Blikra      | Norvège  | Uno-X Pro Cycling Team      | + 0 s           |

| \| Classement général \| Classement général \| Classement général \| Classement général \| Classement général \| \| Coureur \| Coureur \| Pays \| Équipe \| Temps \| \| ------------------ \| ------------------ \| ------------------ \| ------------------------ \| ------------------ \| \| 1er \| Jon Aberasturi \| Espagne \| Caja Rural-Seguros RGA \| 6 h 26 min 14 s \| \| 2e \| Kaden Groves \| Australie \| Mitchelton-Scott \| + 4 s \| \| 3e \| Andras Szatmary \| Hongrie \| Hongrie \| + 5 s \| \| 4e \| Gilles De Wilde \| Belgique \| Sport Vlaanderen-Baloise \| + 5 s \| \| 5e \| Adam Ťoupalík \| Tchéquie \| Elkov-Kasper \| + 6 s \| \| 6e \| David Lozano \| Espagne \| Team Novo Nordisk \| + 9 s \| \| 7e \| Arturo Grávalos \| Espagne \| Kometa-Xstra \| + 9 s \| \| 8e \| Žiga Horvat \| Slovénie \| Adria Mobil \| + 9 s \| \| 9e \| Itamar Einhorn \| Israël \| Israel Start-Up Nation \| + 10 s \| \| 10e \| David van der Poel \| Pays-Bas \| Alpecin-Fenix \| + 10 s \| |                    |           |                          |                 |
| |                    |           |                          |                 |
| Source : ProCyclingStats |                    |           |                          |                 |
| Classement général |                    |           |                          |                 |
| Coureur | Coureur            | Pays      | Équipe                   | Temps           |
| 1er | Jon Aberasturi     | Espagne   | Caja Rural-Seguros RGA   | 6 h 26 min 14 s |
| 2e | Kaden Groves       | Australie | Mitchelton-Scott         | + 4 s           |
| 3e | Andras Szatmary    | Hongrie   | Hongrie                  | + 5 s           |
| 4e | Gilles De Wilde    | Belgique  | Sport Vlaanderen-Baloise | + 5 s           |
| 5e | Adam Ťoupalík      | Tchéquie  | Elkov-Kasper             | + 6 s           |
| 6e | David Lozano       | Espagne   | Team Novo Nordisk        | + 9 s           |
| 7e | Arturo Grávalos    | Espagne   | Kometa-Xstra             | + 9 s           |
| 8e | Žiga Horvat        | Slovénie  | Adria Mobil              | + 9 s           |
| 9e | Itamar Einhorn     | Israël    | Israel Start-Up Nation   | + 10 s          |
| 10e | David van der Poel | Pays-Bas  | Alpecin-Fenix            | + 10 s          |

### 3eétape
| \| Classement de l'étape \| Classement de l'étape \| Classement de l'étape \| Classement de l'étape \| Classement de l'étape \| \| Coureur \| Coureur \| Pays \| Équipe \| Temps \| \| --------------------- \| --------------------- \| --------------------- \| --------------------------- \| --------------------- \| \| 1er \| Jakub Mareczko \| Italie \| CCC Team \| 3 h 48 min 33 s \| \| 2e \| Kaden Groves \| Australie \| Mitchelton-Scott \| + 0 s \| \| 3e \| Erlend Blikra \| Norvège \| Uno-X Pro Cycling Team \| + 0 s \| \| 4e \| Matteo Moschetti \| Italie \| Trek-Segafredo \| + 0 s \| \| 5e \| David van der Poel \| Pays-Bas \| Alpecin-Fenix \| + 0 s \| \| 6e \| Itamar Einhorn \| Israël \| Israel Start-Up Nation \| + 0 s \| \| 7e \| Andrea Guardini \| Italie \| Giotti Victoria \| + 0 s \| \| 8e \| Rudy Barbier \| France \| Israel Start-Up Nation \| + 0 s \| \| 9e \| Luca Pacioni \| Italie \| Androni Giocattoli-Sidermec \| + 0 s \| \| 10e \| Emīls Liepiņš \| Lettonie \| Trek-Segafredo \| + 0 s \| |                    |           |                             |                 |
| |                    |           |                             |                 |
| Source : ProCyclingStats |                    |           |                             |                 |
| Classement de l'étape |                    |           |                             |                 |
| Coureur | Coureur            | Pays      | Équipe                      | Temps           |
| 1er | Jakub Mareczko     | Italie    | CCC Team                    | 3 h 48 min 33 s |
| 2e | Kaden Groves       | Australie | Mitchelton-Scott            | + 0 s           |
| 3e | Erlend Blikra      | Norvège   | Uno-X Pro Cycling Team      | + 0 s           |
| 4e | Matteo Moschetti   | Italie    | Trek-Segafredo              | + 0 s           |
| 5e | David van der Poel | Pays-Bas  | Alpecin-Fenix               | + 0 s           |
| 6e | Itamar Einhorn     | Israël    | Israel Start-Up Nation      | + 0 s           |
| 7e | Andrea Guardini    | Italie    | Giotti Victoria             | + 0 s           |
| 8e | Rudy Barbier       | France    | Israel Start-Up Nation      | + 0 s           |
| 9e | Luca Pacioni       | Italie    | Androni Giocattoli-Sidermec | + 0 s           |
| 10e | Emīls Liepiņš      | Lettonie  | Trek-Segafredo              | + 0 s           |

| \| Classement général \| Classement général \| Classement général \| Classement général \| Classement général \| \| Coureur \| Coureur \| Pays \| Équipe \| Temps \| \| ------------------ \| ------------------ \| ------------------ \| ------------------------ \| ------------------ \| \| 1er \| Kaden Groves \| Australie \| Mitchelton-Scott \| 10 h 14 min 45 s \| \| 2e \| Jon Aberasturi \| Espagne \| Caja Rural-Seguros RGA \| + 2 s \| \| 3e \| Lennard Hofstede \| Pays-Bas \| Jumbo-Visma \| + 3 s \| \| 4e \| Emiel Planckaert \| Belgique \| Sport Vlaanderen-Baloise \| + 6 s \| \| 5e \| Gilles De Wilde \| Belgique \| Sport Vlaanderen-Baloise \| + 7 s \| \| 6e \| Andras Szatmary \| Hongrie \| Hongrie \| + 7 s \| \| 7e \| Adam Ťoupalík \| Tchéquie \| Elkov-Kasper \| + 8 s \| \| 8e \| Kristian Kulset \| Norvège \| Uno-X Pro Cycling Team \| + 9 s \| \| 9e \| David Lozano \| Espagne \| Team Novo Nordisk \| + 11 s \| \| 10e \| Arturo Grávalos \| Espagne \| Kometa-Xstra \| + 11 s \| |                  |           |                          |                  |
| |                  |           |                          |                  |
| Source : ProCyclingStats |                  |           |                          |                  |
| Classement général |                  |           |                          |                  |
| Coureur | Coureur          | Pays      | Équipe                   | Temps            |
| 1er | Kaden Groves     | Australie | Mitchelton-Scott         | 10 h 14 min 45 s |
| 2e | Jon Aberasturi   | Espagne   | Caja Rural-Seguros RGA   | + 2 s            |
| 3e | Lennard Hofstede | Pays-Bas  | Jumbo-Visma              | + 3 s            |
| 4e | Emiel Planckaert | Belgique  | Sport Vlaanderen-Baloise | + 6 s            |
| 5e | Gilles De Wilde  | Belgique  | Sport Vlaanderen-Baloise | + 7 s            |
| 6e | Andras Szatmary  | Hongrie   | Hongrie                  | + 7 s            |
| 7e | Adam Ťoupalík    | Tchéquie  | Elkov-Kasper             | + 8 s            |
| 8e | Kristian Kulset  | Norvège   | Uno-X Pro Cycling Team   | + 9 s            |
| 9e | David Lozano     | Espagne   | Team Novo Nordisk        | + 11 s           |
| 10e | Arturo Grávalos  | Espagne   | Kometa-Xstra             | + 11 s           |

### 4eétape
| \| Classement de l'étape \| Classement de l'étape \| Classement de l'étape \| Classement de l'étape \| Classement de l'étape \| \| Coureur \| Coureur \| Pays \| Équipe \| Temps \| \| --------------------- \| --------------------- \| --------------------- \| --------------------------- \| --------------------- \| \| 1er \| Jakub Mareczko \| Italie \| CCC Team \| 3 h 55 min 53 s \| \| 2e \| Emīls Liepiņš \| Lettonie \| Trek-Segafredo \| + 0 s \| \| 3e \| David van der Poel \| Pays-Bas \| Alpecin-Fenix \| + 0 s \| \| 4e \| Sasha Weemaes \| Belgique \| Sport Vlaanderen-Baloise \| + 0 s \| \| 5e \| Andrea Guardini \| Italie \| Giotti Victoria \| + 0 s \| \| 6e \| Jon Aberasturi \| Espagne \| Caja Rural-Seguros RGA \| + 0 s \| \| 7e \| Luca Pacioni \| Italie \| Androni Giocattoli-Sidermec \| + 0 s \| \| 8e \| Julien Mortier \| Belgique \| Bingoal-Wallonie Bruxelles \| + 0 s \| \| 9e \| Alexander Konychev \| Italie \| Mitchelton-Scott \| + 0 s \| \| 10e \| Ádám Kristóf Karl \| Hongrie \| Hongrie \| + 0 s \| |                    |          |                             |                 |
| |                    |          |                             |                 |
| Source : ProCyclingStats |                    |          |                             |                 |
| Classement de l'étape |                    |          |                             |                 |
| Coureur | Coureur            | Pays     | Équipe                      | Temps           |
| 1er | Jakub Mareczko     | Italie   | CCC Team                    | 3 h 55 min 53 s |
| 2e | Emīls Liepiņš      | Lettonie | Trek-Segafredo              | + 0 s           |
| 3e | David van der Poel | Pays-Bas | Alpecin-Fenix               | + 0 s           |
| 4e | Sasha Weemaes      | Belgique | Sport Vlaanderen-Baloise    | + 0 s           |
| 5e | Andrea Guardini    | Italie   | Giotti Victoria             | + 0 s           |
| 6e | Jon Aberasturi     | Espagne  | Caja Rural-Seguros RGA      | + 0 s           |
| 7e | Luca Pacioni       | Italie   | Androni Giocattoli-Sidermec | + 0 s           |
| 8e | Julien Mortier     | Belgique | Bingoal-Wallonie Bruxelles  | + 0 s           |
| 9e | Alexander Konychev | Italie   | Mitchelton-Scott            | + 0 s           |
| 10e | Ádám Kristóf Karl  | Hongrie  | Hongrie                     | + 0 s           |

| \| Classement général \| Classement général \| Classement général \| Classement général \| Classement général \| \| Coureur \| Coureur \| Pays \| Équipe \| Temps \| \| ------------------ \| ------------------- \| ------------------ \| ------------------------ \| ------------------ \| \| 1er \| Kaden Groves \| Australie \| Mitchelton-Scott \| 14 h 10 min 38 s \| \| 2e \| Jon Aberasturi \| Espagne \| Caja Rural-Seguros RGA \| + 2 s \| \| 3e \| Lennard Hofstede \| Pays-Bas \| Jumbo-Visma \| + 3 s \| \| 4e \| Emiel Planckaert \| Belgique \| Sport Vlaanderen-Baloise \| + 6 s \| \| 5e \| David van der Poel \| Pays-Bas \| Alpecin-Fenix \| + 7 s \| \| 6e \| Andras Szatmary \| Hongrie \| Hongrie \| + 7 s \| \| 7e \| Gilles De Wilde \| Belgique \| Sport Vlaanderen-Baloise \| + 7 s \| \| 8e \| Diego Pablo Sevilla \| Espagne \| Kometa-Xstra \| + 7 s \| \| 9e \| Adam Ťoupalík \| Tchéquie \| Elkov-Kasper \| + 8 s \| \| 10e \| Itamar Einhorn \| Israël \| Israel Start-Up Nation \| + 9 s \| |                     |           |                          |                  |
| |                     |           |                          |                  |
| Source : ProCyclingStats |                     |           |                          |                  |
| Classement général |                     |           |                          |                  |
| Coureur | Coureur             | Pays      | Équipe                   | Temps            |
| 1er | Kaden Groves        | Australie | Mitchelton-Scott         | 14 h 10 min 38 s |
| 2e | Jon Aberasturi      | Espagne   | Caja Rural-Seguros RGA   | + 2 s            |
| 3e | Lennard Hofstede    | Pays-Bas  | Jumbo-Visma              | + 3 s            |
| 4e | Emiel Planckaert    | Belgique  | Sport Vlaanderen-Baloise | + 6 s            |
| 5e | David van der Poel  | Pays-Bas  | Alpecin-Fenix            | + 7 s            |
| 6e | Andras Szatmary     | Hongrie   | Hongrie                  | + 7 s            |
| 7e | Gilles De Wilde     | Belgique  | Sport Vlaanderen-Baloise | + 7 s            |
| 8e | Diego Pablo Sevilla | Espagne   | Kometa-Xstra             | + 7 s            |
| 9e | Adam Ťoupalík       | Tchéquie  | Elkov-Kasper             | + 8 s            |
| 10e | Itamar Einhorn      | Israël    | Israel Start-Up Nation   | + 9 s            |

### 5eétape
| \| Classement de l'étape \| Classement de l'étape \| Classement de l'étape \| Classement de l'étape \| Classement de l'étape \| \| Coureur \| Coureur \| Pays \| Équipe \| Temps \| \| --------------------- \| --------------------- \| --------------------- \| -------------------------- \| --------------------- \| \| 1er \| Attila Valter \| Hongrie \| CCC Team \| 4 h 35 min 15 s \| \| 2e \| Quinn Simmons \| États-Unis \| Trek-Segafredo \| + 10 s \| \| 3e \| Damien Howson \| Australie \| Mitchelton-Scott \| + 12 s \| \| 4e \| Matteo Badilatti \| Suisse \| Israel Start-Up Nation \| + 15 s \| \| 5e \| Tobias Foss \| Norvège \| Jumbo-Visma \| + 17 s \| \| 6e \| Janez Brajkovič \| Slovénie \| Adria Mobil \| + 17 s \| \| 7e \| Laurens Huys \| Belgique \| Bingoal-Wallonie Bruxelles \| + 20 s \| \| 8e \| Alexis Guérin \| France \| Team Vorarlberg-Santic \| + 20 s \| \| 9e \| Cristian Rodríguez \| Espagne \| Caja Rural-Seguros RGA \| + 27 s \| \| 10e \| James Piccoli \| Canada \| Israel Start-Up Nation \| + 37 s \| |                    |            |                            |                 |
| |                    |            |                            |                 |
| Source : ProCyclingStats |                    |            |                            |                 |
| Classement de l'étape |                    |            |                            |                 |
| Coureur | Coureur            | Pays       | Équipe                     | Temps           |
| 1er | Attila Valter      | Hongrie    | CCC Team                   | 4 h 35 min 15 s |
| 2e | Quinn Simmons      | États-Unis | Trek-Segafredo             | + 10 s          |
| 3e | Damien Howson      | Australie  | Mitchelton-Scott           | + 12 s          |
| 4e | Matteo Badilatti   | Suisse     | Israel Start-Up Nation     | + 15 s          |
| 5e | Tobias Foss        | Norvège    | Jumbo-Visma                | + 17 s          |
| 6e | Janez Brajkovič    | Slovénie   | Adria Mobil                | + 17 s          |
| 7e | Laurens Huys       | Belgique   | Bingoal-Wallonie Bruxelles | + 20 s          |
| 8e | Alexis Guérin      | France     | Team Vorarlberg-Santic     | + 20 s          |
| 9e | Cristian Rodríguez | Espagne    | Caja Rural-Seguros RGA     | + 27 s          |
| 10e | James Piccoli      | Canada     | Israel Start-Up Nation     | + 37 s          |

## Classements finals

### Classement général final
| \| Classement général \| Classement général \| Classement général \| Classement général \| Classement général \| \| Coureur \| Coureur \| Pays \| Équipe \| Temps \| \| ------------------ \| ------------------ \| ------------------ \| -------------------------- \| ------------------ \| \| 1er \| Attila Valter \| Hongrie \| CCC Team \| 18 h 45 min 55 s \| \| 2e \| Quinn Simmons \| États-Unis \| Trek-Segafredo \| + 12 s \| \| 3e \| Damien Howson \| Australie \| Mitchelton-Scott \| + 16 s \| \| 4e \| Matteo Badilatti \| Suisse \| Israel Start-Up Nation \| + 25 s \| \| 5e \| Tobias Foss \| Norvège \| Jumbo-Visma \| + 26 s \| \| 6e \| Janez Brajkovič \| Slovénie \| Adria Mobil \| + 27 s \| \| 7e \| Alexis Guérin \| France \| Team Vorarlberg-Santic \| + 30 s \| \| 8e \| Laurens Huys \| Belgique \| Bingoal-Wallonie Bruxelles \| + 30 s \| \| 9e \| Cristian Rodríguez \| Espagne \| Caja Rural-Seguros RGA \| + 37 s \| \| 10e \| James Piccoli \| Canada \| Israel Start-Up Nation \| + 47 s \| |                    |            |                            |                  |
| |                    |            |                            |                  |
| Source : ProCyclingStats |                    |            |                            |                  |
| Classement général |                    |            |                            |                  |
| Coureur | Coureur            | Pays       | Équipe                     | Temps            |
| 1er | Attila Valter      | Hongrie    | CCC Team                   | 18 h 45 min 55 s |
| 2e | Quinn Simmons      | États-Unis | Trek-Segafredo             | + 12 s           |
| 3e | Damien Howson      | Australie  | Mitchelton-Scott           | + 16 s           |
| 4e | Matteo Badilatti   | Suisse     | Israel Start-Up Nation     | + 25 s           |
| 5e | Tobias Foss        | Norvège    | Jumbo-Visma                | + 26 s           |
| 6e | Janez Brajkovič    | Slovénie   | Adria Mobil                | + 27 s           |
| 7e | Alexis Guérin      | France     | Team Vorarlberg-Santic     | + 30 s           |
| 8e | Laurens Huys       | Belgique   | Bingoal-Wallonie Bruxelles | + 30 s           |
| 9e | Cristian Rodríguez | Espagne    | Caja Rural-Seguros RGA     | + 37 s           |
| 10e | James Piccoli      | Canada     | Israel Start-Up Nation     | + 47 s           |

### Classements annexes
| Classement par points | Classement par points | Classement par points | Classement par points       | Classement par points |
| Coureur               | Coureur               | Pays                  | Équipe                      | Points                |
| --------------------- | --------------------- | --------------------- | --------------------------- | --------------------- |
| 1er                   | Jakub Mareczko        | Italie                | CCC Team                    | 90 pts                |
| 2e                    | David van der Poel    | Pays-Bas              | Alpecin-Fenix               | 73 pts                |
| 3e                    | Itamar Einhorn        | Israël                | Israel Start-Up Nation      | 59 pts                |
| 4e                    | Andrea Guardini       | Italie                | Giotti Victoria             | 58 pts                |
| 5e                    | Kaden Groves          | Australie             | Mitchelton-Scott            | 53 pts                |
| 6e                    | Luca Pacioni          | Italie                | Androni Giocattoli-Sidermec | 52 pts                |
| 7e                    | Emīls Liepiņš         | Lettonie              | Trek-Segafredo              | 50 pts                |
| 8e                    | Sasha Weemaes         | Belgique              | Sport Vlaanderen-Baloise    | 36 pts                |
| 9e                    | Erlend Blikra         | Norvège               | Uno-X Pro Cycling Team      | 34 pts                |
| 10e                   | Adam Ťoupalík         | Tchéquie              | Elkov-Kasper                | 32 pts                |

| Classement par points | Classement par points | Classement par points | Classement par points       | Classement par points |
| Coureur               | Coureur               | Pays                  | Équipe                      | Points                |
| --------------------- | --------------------- | --------------------- | --------------------------- | --------------------- |
| 1er                   | Jakub Mareczko        | Italie                | CCC Team                    | 90 pts                |
| 2e                    | David van der Poel    | Pays-Bas              | Alpecin-Fenix               | 73 pts                |
| 3e                    | Itamar Einhorn        | Israël                | Israel Start-Up Nation      | 59 pts                |
| 4e                    | Andrea Guardini       | Italie                | Giotti Victoria             | 58 pts                |
| 5e                    | Kaden Groves          | Australie             | Mitchelton-Scott            | 53 pts                |
| 6e                    | Luca Pacioni          | Italie                | Androni Giocattoli-Sidermec | 52 pts                |
| 7e                    | Emīls Liepiņš         | Lettonie              | Trek-Segafredo              | 50 pts                |
| 8e                    | Sasha Weemaes         | Belgique              | Sport Vlaanderen-Baloise    | 36 pts                |
| 9e                    | Erlend Blikra         | Norvège               | Uno-X Pro Cycling Team      | 34 pts                |
| 10e                   | Adam Ťoupalík         | Tchéquie              | Elkov-Kasper                | 32 pts                |

| Classement de la montagne | Classement de la montagne | Classement de la montagne | Classement de la montagne  | Classement de la montagne |
| Coureur                   | Coureur                   | Pays                      | Équipe                     | Points                    |
| ------------------------- | ------------------------- | ------------------------- | -------------------------- | ------------------------- |
| 1er                       | Attila Valter             | Hongrie                   | CCC Team                   | 21 pts                    |
| 2e                        | David Lozano              | Espagne                   | Team Novo Nordisk          | 21 pts                    |
| 3e                        | Roland Thalmann           | Suisse                    | Team Vorarlberg-Santic     | 18 pts                    |
| 4e                        | Koen Bouwman              | Pays-Bas                  | Jumbo-Visma                | 15 pts                    |
| 5e                        | Quinn Simmons             | États-Unis                | Trek-Segafredo             | 13 pts                    |
| 6e                        | Damien Howson             | Australie                 | Mitchelton-Scott           | 11 pts                    |
| 7e                        | Laurens Huys              | Belgique                  | Bingoal-Wallonie Bruxelles | 10 pts                    |
| 8e                        | Lukas Meiler              | Allemagne                 | Team Vorarlberg-Santic     | 8 pts                     |
| 9e                        | Veljko Stojnić            | Serbie                    | Vini Zabù-KTM              | 6 pts                     |
| 10e                       | Matteo Badilatti          | Suisse                    | Israel Start-Up Nation     | 6 pts                     |

| Classement de la montagne | Classement de la montagne | Classement de la montagne | Classement de la montagne  | Classement de la montagne |
| Coureur                   | Coureur                   | Pays                      | Équipe                     | Points                    |
| ------------------------- | ------------------------- | ------------------------- | -------------------------- | ------------------------- |
| 1er                       | Attila Valter             | Hongrie                   | CCC Team                   | 21 pts                    |
| 2e                        | David Lozano              | Espagne                   | Team Novo Nordisk          | 21 pts                    |
| 3e                        | Roland Thalmann           | Suisse                    | Team Vorarlberg-Santic     | 18 pts                    |
| 4e                        | Koen Bouwman              | Pays-Bas                  | Jumbo-Visma                | 15 pts                    |
| 5e                        | Quinn Simmons             | États-Unis                | Trek-Segafredo             | 13 pts                    |
| 6e                        | Damien Howson             | Australie                 | Mitchelton-Scott           | 11 pts                    |
| 7e                        | Laurens Huys              | Belgique                  | Bingoal-Wallonie Bruxelles | 10 pts                    |
| 8e                        | Lukas Meiler              | Allemagne                 | Team Vorarlberg-Santic     | 8 pts                     |
| 9e                        | Veljko Stojnić            | Serbie                    | Vini Zabù-KTM              | 6 pts                     |
| 10e                       | Matteo Badilatti          | Suisse                    | Israel Start-Up Nation     | 6 pts                     |

#### Classement par équipes
| Classement par équipes | Classement par équipes | Classement par équipes | Classement par équipes |
| Équipe                 | Équipe                 | Pays                   | Temps                  |
| ---------------------- | ---------------------- | ---------------------- | ---------------------- |
| 1re                    | Jumbo-Visma            | Pays-Bas               | 56 h 20 min 24 s       |
| 2e                     | Israel Start-Up Nation | Israël                 | + 45 s                 |
| 3e                     | Mitchelton-Scott       | Australie              | + 1 min 46 s           |
| 4e                     | Elkov-Kasper           | Tchéquie               | + 2 min 46 s           |
| 5e                     | Kometa-Xstra           | Espagne                | + 2 min 51 s           |
| 6e                     | Uno-X Pro Cycling Team | Norvège                | + 4 min 28 s           |
| 7e                     | Adria Mobil            | Slovénie               | + 5 min 07 s           |
| 8e                     | Vini Zabù-KTM          | Italie                 | + 6 min 42 s           |
| 9e                     | Vorarlberg Santic      | Autriche               | + 7 min 27 s           |
| 10e                    | CCC Team               | Pologne                | + 7 min 46 s           |

## Classements UCI
La course attribue le même nombre de points pour l'UCI Europe Tour 2020 et le Classement mondial UCI.
| Position           | 1er | 2e | 3e | 4e | 5e | 6e | 7e | 8e | 9e | 10e | 11e | 12e | 13e à 15e | 16e à 25e |
| Classement général | 125 | 85 | 70 | 60 | 50 | 40 | 35 | 30 | 25 | 20  | 15  | 10  | 5         | 3         |
| Par étape          | 14  | 5  | 3  |    |    |    |    |    |    |     |     |     |           |           |
| Leader, par étape  | 3   |    |    |    |    |    |    |    |    |     |     |     |           |           |

| Points attribués | Points attribués   | Points attribués       | Points attribués | Points attribués | Points attribués | Points attribués |
| Pos              | Coureur            | Équipe                 | Général          | Étape            | Leader           | Total            |
| ---------------- | ------------------ | ---------------------- | ---------------- | ---------------- | ---------------- | ---------------- |
| 1                | Attila Valter      | CCC Team               | 125              | 14               | -                | 139              |
| 2                | Quinn Simmons      | Trek-Segafredo         | 85               | 5                | -                | 90               |
| 3                | Damien Howson      | Mitchelton-Scott       | 70               | 3                | -                | 73               |
| 4                | Matteo Badilatti   | Israel Start-Up Nation | 60               | -                | -                | 60               |
| 5                | Tobias Foss        | Jumbo-Visma            | 50               | -                | -                | 50               |
| 6                | Jakub Mareczko     | CCC Team               | -                | 42               | -                | 42               |
| 7                | Janez Brajkovič    | Adria Mobil            | 40               | -                | -                | 40               |
| 8                | Alexis Guérin      | Vorarlberg-Santic      | 35               | -                | -                | 25               |
| 9                | Laurens Huys       | Bingoal-WB             | 30               | -                | -                | 30               |
| 10               | Cristián Rodríguez | Caja Rural-Seguros RGA | 25               | -                | -                | 25               |